# Brion (Maine-et-Loire)
Brion ist eine Ortschaft und eine Commune déléguée in der französischen Gemeinde Les Bois d’Anjou mit 1.156 Einwohnern (Stand: 1. Januar 2022) im Département Maine-et-Loire in der Region Pays de la Loire.
Mit Wirkung vom 1. Januar 2016 wurden die Gemeinden Brion, Fontaine-Guérin und Saint-Georges-du-Bois zu einer Commune nouvelle mit dem Namen Les Bois d’Anjou zusammengeschlossen. Die Gemeinde Brion gehörte zum Arrondissement Angers und zum Kanton Beaufort-en-Vallée.

## Geografie
Brion liegt im Nordosten des Départements Maine-et-Loire in einer landwirtschaftlich geprägten Gegend, die nach der Kleinstadt Baugé auch Baugeois genannt wird. Der Ort ist Bestandteil des Regionalen Naturparks Loire-Anjou-Touraine.

## Sehenswürdigkeiten

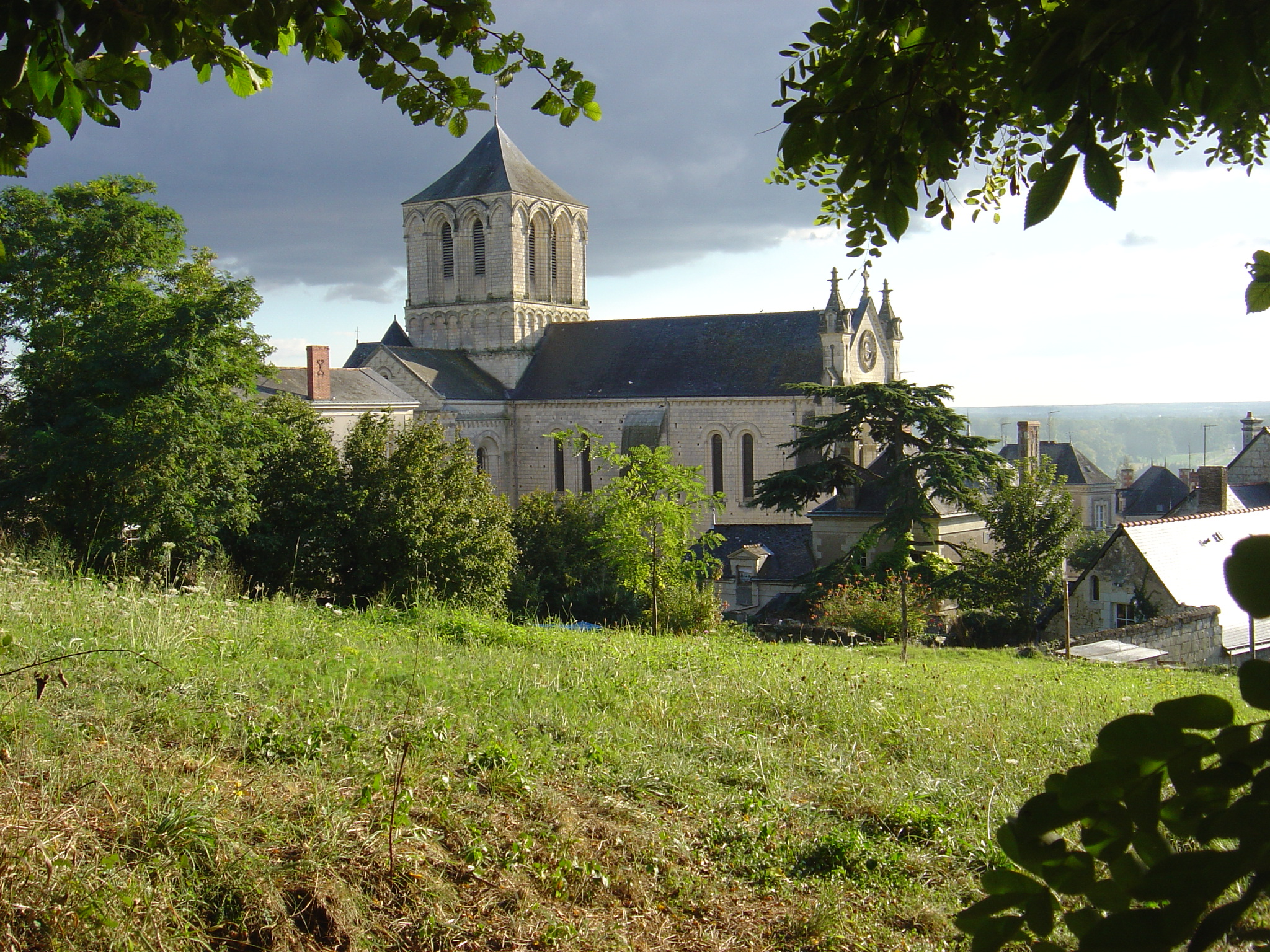
Kirche Saint-Gervais-Saint-Protais

Siehe auch: Liste der Monuments historiques in Les Bois d’Anjou
- Kirche Saint-Gervais-Saint-Protais
- Schloss Chavigné
- Haus La Cuche
- Haus La Rosellière